# 山梨縣笛吹川水果公園

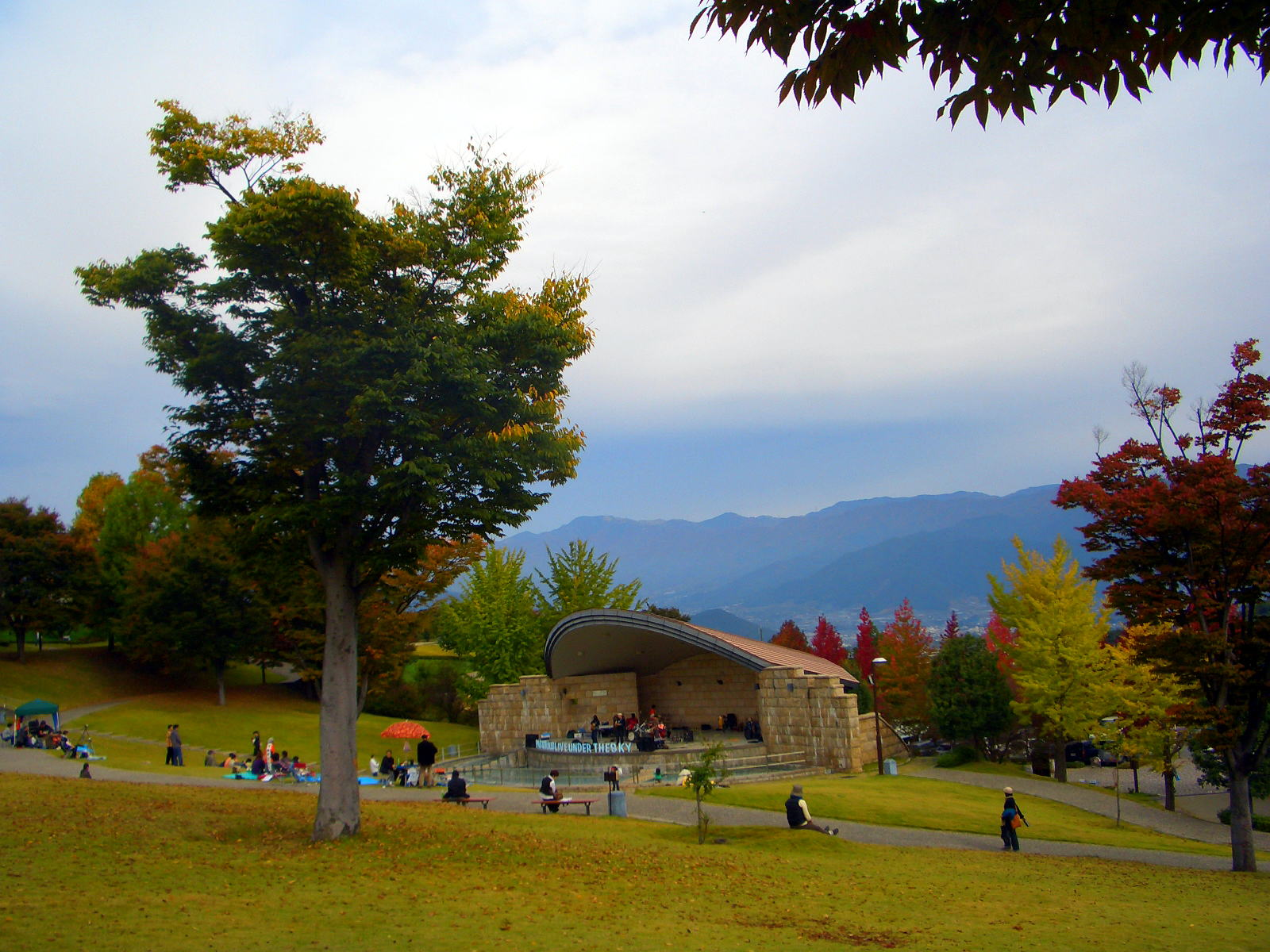
笛吹川水果公園

笛吹川水果公園（日語：山梨県笛吹川フルーツ公園､平文式羅馬字：Yamanashi-Ken Fuefuki-Gawa Fruits-Kōen）是位於日本山梨縣山梨市的城市公園，園區占地面積包括公共區域19.5公頃及民活區域12.7公頃，公共區域自1995年開始營運，現委託笛吹川水果公園管理集團負責經營。

## 概要
園區位於山坡處，可直接俯瞰甲府盆地並遠眺富士山，此處的夜景在2003年由夜間景觀攝影師繩手真人發起成立的「新日本三大夜景、夜景100選事務局」列為為「新日本三大夜景」。
園內除了位於室內室外的遊樂器材外，同時也栽種了大量的果樹及觀賞用植物，並利用這些水果為主題，規劃了可以摘採水果的活動，也有利用大量時令水果設計餐點的咖啡廳、餐廳及商店。
在園區的民活區域內設有溫泉設施及旅館，溫泉設施除了可讓旅客在泡溫泉的同時眺望甲府盆地及富士山的景色，也同樣以水果為主題，利用蘋果、木瓜、晚白柚、香橙、檸檬、鳳梨、橘子規劃了多種水果溫泉浴的區域，旅館則是屬於富士屋旅館連鎖系列的「水果公園富士屋飯店」。

## 圖片集

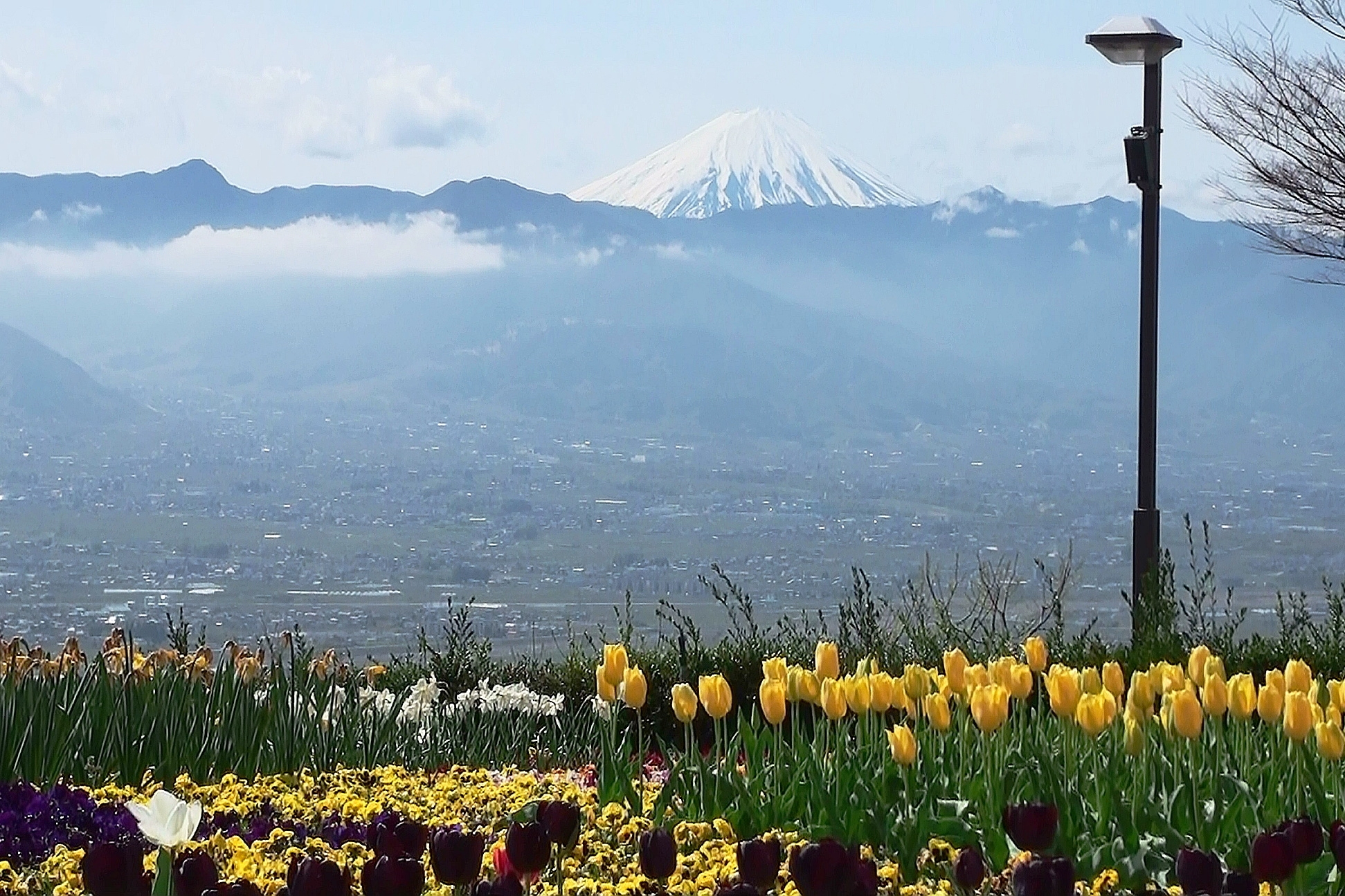
園內看到的山梨盆地及富士山
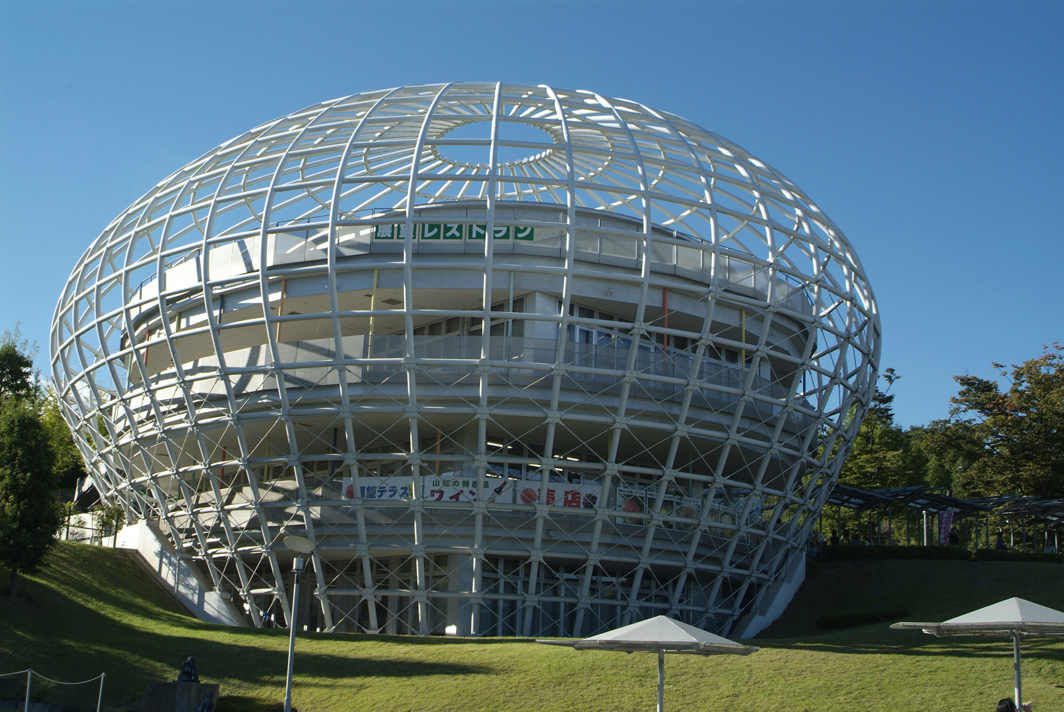
包括展望餐廳及商店的「水果的工房」
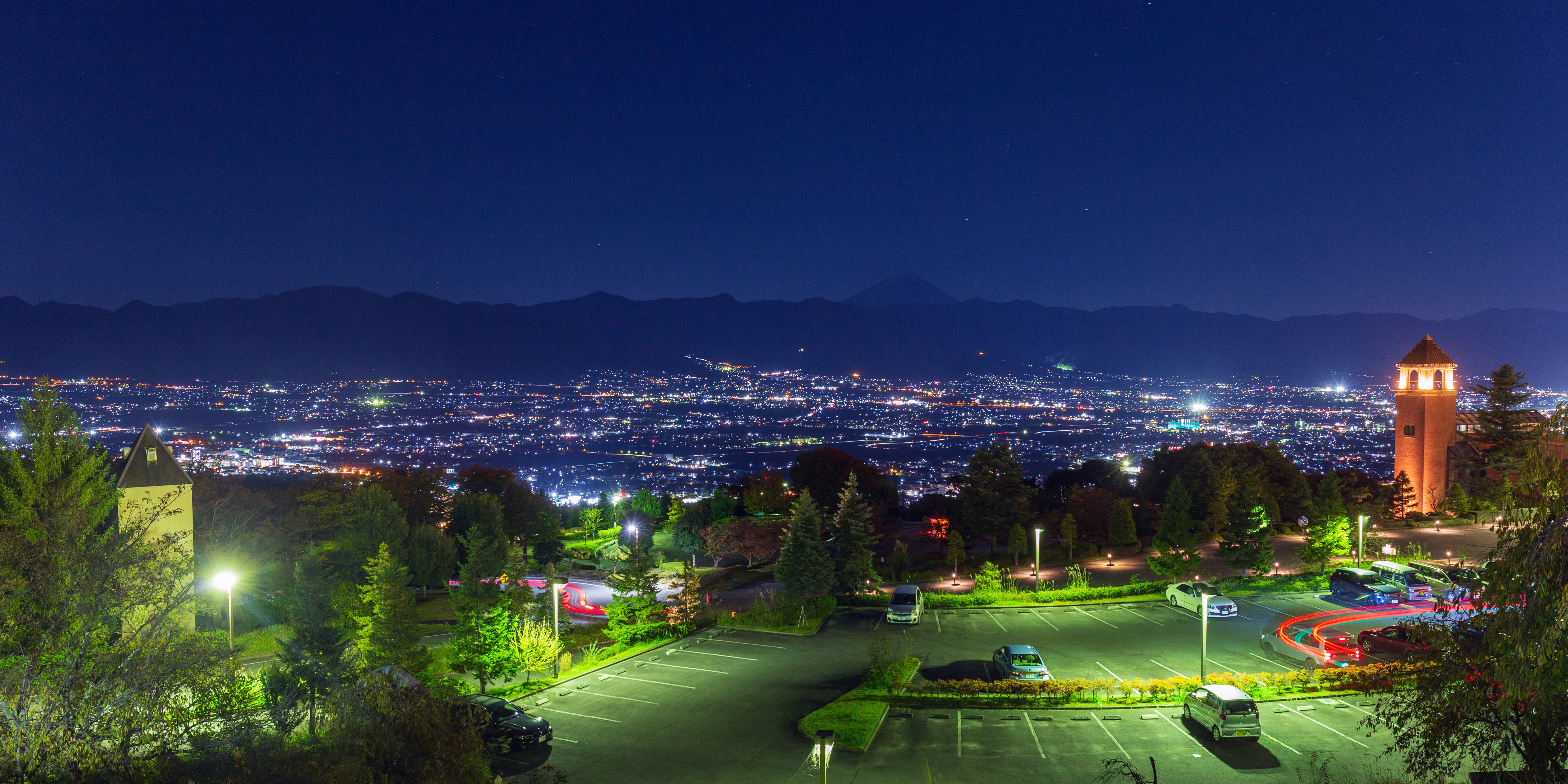
園內看見的夜景
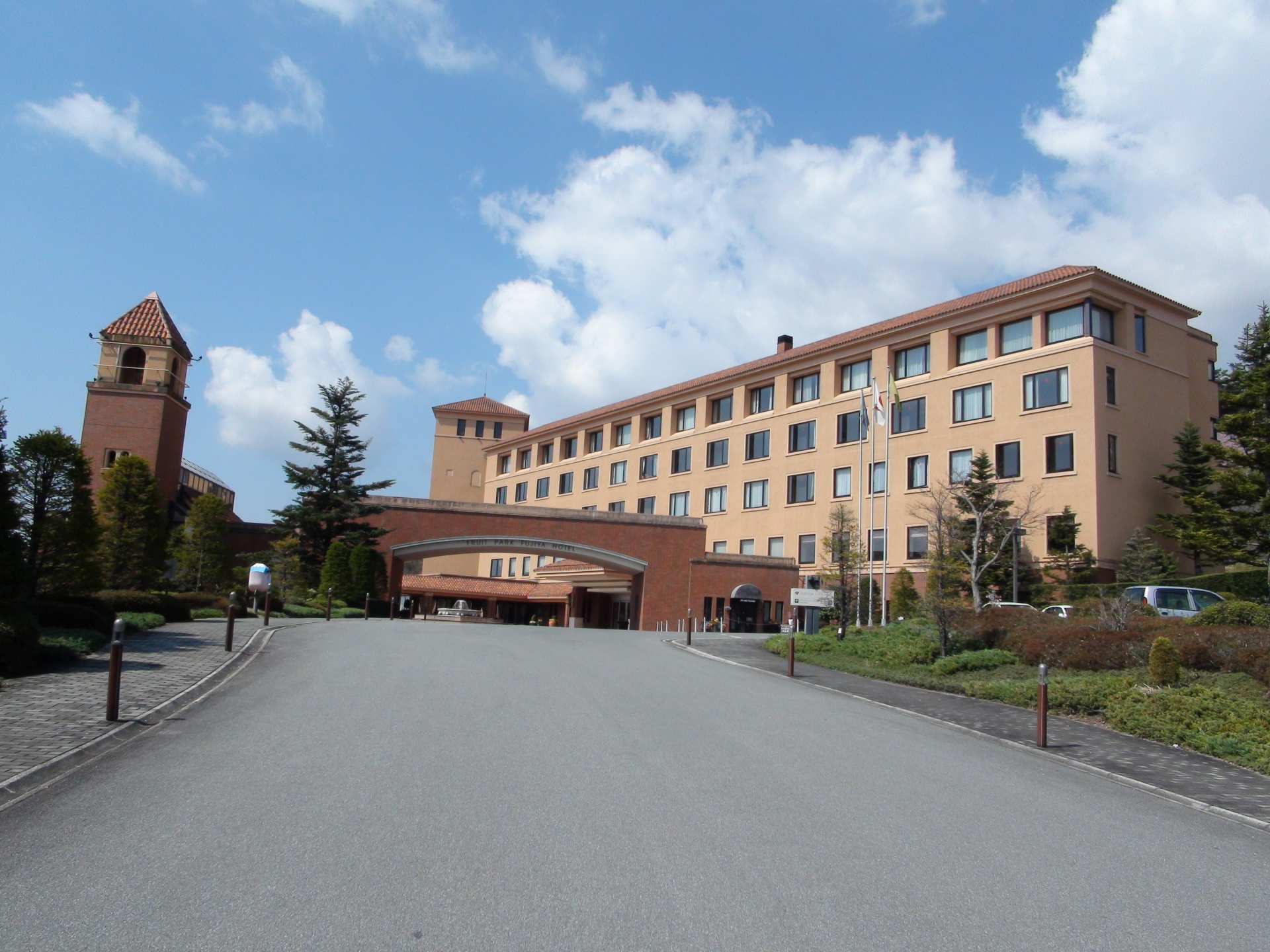
水果公園富士屋飯店

## 備註
1. ↑  日文原名：
2. ↑  日文原名：

## 外部連結
- （日語） 官方网站
- （日語） 山梨縣笛吹川水果公園的Facebook專頁
- （日語） 山梨縣笛吹川水果公園的Instagram帳戶
- （日語） 山梨水果溫泉pukupuku （页面存档备份，存于）